# Zhang Heng
Zhang Heng, född 78 i Nanyang i provinsen Henan i Kina, död 139 i Luoyang, var en kinesisk författare, uppfinnare, matematiker, astronom, konstnär, poet, litteraturlärd och statsman.
Han levde under Östra Han-dynastin (CE 25–220) i Kina. Han fick sin utbildning i städerna Luoyang och Chang'an och inledde sin karriär som mindre tjänsteman i Nanyang. Han blev så småningom chefsastronom och palatstjänare vid det kejserliga hovet. Hans kompromisslösa inställning i vissa historiska och kalendariska frågor ledde till att han kom att betraktas som en kontroversiell person, vilket förhindrade att han blev officiell hovhistoriker. 
Hans politiska rivalitet med palatsenuckerna under kejsar Shun av Hans regeringstid (125–144) ledde till hans beslut att ge sig av från hovet och istället tjäna som administratör i Hejian, i Hebei. Han återvände hem till Nanyang under en kort period innan han återigen kallades in för att tjänstgöra i huvudstaden. Han dog där ett år senare.
Zhang tillämpade sin gedigna kunskap om mekanik och kugghjul i flera av sina uppfinningar. Han uppfann världens första vattendrivna armillarsfär för att visa astronomiska observationer; förbättrade inflödet till vattenuret genom ytterligare en tank; och uppfann världens första seismometer, vilken kunde urskilja åt vilket väderstreck en jordbävning som ägde rum 500 km bort låg åt. Han förbättrade även den tidigare kinesiska formeln för pi. Han dokumenterade omkring 2 500 stjärnor i sin omfattande stjärnkatalog och lade fram teorier om månens relation till solen; han tog upp månens sfäricitet, att den ena sidan reflekterar solljus och den andra är mörk, och sol- och månförmörkelser. Hans fu- och shipoesi var känd och kommenterad av senare kinesiska författare. Zhang fick många postuma utmärkelser för sin lärdom och genialitet och räknas som en polyhistor bland vissa forskare. Vissa moderna forskare har jämfört hans arbete inom astronomi med Ptolemaios (CE 86–161).

## Eftermäle
Han har givit namn åt nedslagskratern Chang Heng på månen, asteroiden 1802 Zhang Heng och mineralen Zhanghengite.

## Tidigt liv
Han föddes i staden Xi'e i Nanyangområdet (norr om dagens Nanyang City, i Henanprovinsen). Zhang Heng kom från en framstående, men inte särskilt förmögen familj. Hans farfar, Zhang Kan, hade varit guvernör ett område och en av de ledare som stödde återupprättandet av Handynastin genom Kejsar Guangwu (r. 25–57), efter att ursurpatorn Wang Mang avlidit och hans kortlivade Xindynasti (CE 9–23) avslutats. När Zhang var tio år gammal dog hans far och han uppfostrades av sin mor och mormor.  Han var en skicklig författare redan som ung och år 95 började han studera på universiteten i Chang'an och Luoyang. Då han reste till Luoyang, passerade Zhang en het källa nära Mount Li och dedicerade Wenquan (溫泉)., en av sina tidigaste fu-dikter till den. Efter att han studerat i några år vid Luoyangs kejserliga universitet (Taixue), blev han väl bevandrad i de klassiska kinesiska texterna och blev vän med betydande personer, som matematikern och kalligrafen Cui Yuan (78–143), tjänstemannen och filosofiska kommentatorn Ma Rong (79–166) och filosofen er Wang Fu (78–163). Myndigheterna erbjöd Zhang olika poster, däribland som en av de Tre excellenserna, men han tackade nej till dessa poster.